# Kapuas (Fluss)
Der Kapuas ist ein Fluss beziehungsweise Strom auf der Insel Borneo. Er fließt durch die indonesische Provinz Westkalimantan. Mit einer Länge von 1143 km ist er der längste Fluss Borneos und der längste Fluss Indonesiens. Er entspringt im Müllergebirge im Zentrum von Borneo. Im Südwesten der Insel mündet der Kapuas nahe der Stadt Pontianak in die Karimata-Straße, welche die Javasee mit dem Südchinesischen Meer verbindet.
Während Pontianak eine moderne, hauptsächlich von muslimischen Malaien bewohnte Großstadt ist, leben flussaufwärts am Ufer des Kapuas und seiner Zuflüsse verschiedene Dayak-Volksgruppen.